# Q-code
De Q-codes zijn vastgesteld door de internationale organisatie ITU-R en vormen een korte en duidelijke aanduiding voor vragen en antwoorden. Het werd oorspronkelijk gebruikt bij telegrafiemorse verbindingen om steeds terugkomende vragen en antwoorden op snelle wijze over te kunnen seinen. Dit was zowel kort en bondig, als ook gevrijwaard van enige verwarring. Om dit zo te houden heeft de ITU-R bij het toekennen van roepnaam-series de Q overgeslagen bij de landentoekenning.
Bij radioamateurs is het ook een gebruik geworden om bij spraakverbindingen (telefonie) de Q-codes te gebruiken.
Zonder vraagteken is de code een mededeling, dus bijvoorbeeld QTH Amsterdam.

## Radioverkeer

### Bekende en veel gebruikte Q-codes
Voor radioverkeer is de groep QRA tot QTZ vastgesteld. Enkele voorbeelden zijn:
- QRA? Wat is de naam van het station?
- QRB? Wat is de afstand tussen onze stations?
- QRG? Wat is mijn frequentie?
- QRL? Is deze frequentie in gebruik?
- QRM? Heeft u last van storing?
- QRN? Heeft u last van atmosferische storing?
- QRO? Kunt u het vermogen van de zender verhogen?
- QRP? Kunt u het vermogen van de zender verlagen?
- QRQ? Kunt u sneller seinen?
- QRS? kunt u langzamer seinen?
- QRT? Zal ik stoppen met zenden?
- QRV? Bent u beschikbaar?
- QRU? Heeft u nog informatie voor mij?
- QRX? Wanneer roept u mij weer? Zal ik wachten tot u mij opnieuw aanroept?
- QRZ? Door wie word ik aangeroepen?
- QSA? Wat is de sterkte van mijn signaal?
- QSB? Gaat mijn signaalsterkte op en neer (fading)?
- QSL? Kunt u de ontvangst bevestigen?
- QSO? Kunt u rechtstreeks werken met (roepnaam)?
- QSP? Wil u mijn bericht doorsturen?
- QSQ? Heeft u een dokter aan boord?
- QSY? Zullen we veranderen van frequentie naar (frequentie)?
- QTH? Wat is de locatie van het station?

QRG wordt ook vaak gebruikt voor "geld" en QRL voor "werk". QSO is een term voor een radioverbinding in het algemeen, bijvoorbeeld "TNX QSO" (bedankt voor het gesprek). Een QRP-zender is een zender met laag vermogen. QRX wordt ook gebruikt om aan te geven dat het tegenstation even moet wachten.

### Minder of nauwelijks gebruikte Q-codes
- QRH? Varieert mijn frequentie?
- QRI? Wat is de toon van mijn signalen?
- QRK? Wat is de neembaarheid van mijn signalen?
- QRW? Zal ik [station] meedelen dat u hem op [frequentie] roept?
- QRY? Wanneer ben ik aan de beurt?
- QSD? Zijn mijn signalen verminkt?
- QSK? Kan ik uw uitzending onderbreken
- QSU? Zal ik zenden op (frequentie)?
- QSV? Zal ik een reeks V seinen?
- QSW? Wilt u op (frequentie) zenden?
- QTC? Hoeveel berichten hebt u voor mij?
- QTE? Wat is de ware peiling in graden t.o.v. uw station?
- QTR? Wat is de juiste tijd in UTC?

## Luchtvaart
In de luchtvaart wordt ook regelmatig gebruikgemaakt van de volgende Q-codes:
- QNH: De luchtdruk op gemiddeld zeeniveau
- QFE: De luchtdruk op vliegveldniveau
- QFU: De magnetische peiling van de startbaan, afgerond naar het dichtstbijzijnde tiental
- QNE: De standaard luchtdruk van 1013,25 hectopascal
- QDM: De magnetische peiling van het vliegtuig naar het NDB baken
- QDR: De magnetische peiling vanaf het NDB baken naar het vliegtuig
- QTA: Cancel (vooral in notams)
- QTE: De ware peiling naar het NDB baken naar het vliegtuig
- QUJ: De ware peiling vanaf het NDB baken
- QTF: De (gepeilde) positie (fix)
- QRA: Quick Reaction Alert, gebruikt door de NATO Air Defense
- QBA: De horizontale zichtbaarheid
- QBB: De Wolkenbasis

Verder zijn er nog andere groepen Q-codes gedefinieerd zoals:
- QAE?: heeft u nieuws van ...? (enig luchtvaartuig)
- QAI?: heeft enig luchtvaartuig in mijn omgeving geroepen?
- QAL?: gaat u landen te...?
- QAZ?: kunt u ondanks de storm ontvangen?
- QGO: Het vliegveld is gesloten

## Niet-officiële Q-codes
Naast de officiële Q-codes zijn er ook niet-officiële en amateur afkortingen ontstaan zoals:
- QRDD?: Voor welke richting zijn uw berichten bestemd? (N., Z., O., West)
- QRHH?: Op welke golflengte moet ik afstemmen?
- QRLL?: Kan ik ... minuten proefseinen geven?
- QSRM?: Wilt u het bericht No... per post doorzenden als het per radio niet dadelijk gaat?
- QSSS?: Slingert mijn golflengte?